# トリー・ネルソン
トリー・ネルソン（英語: Tori Nelson、女性、1976年8月26日 - ）は、アメリカ合衆国のプロボクサーである。元WBC女子世界ミドル級王者。元WIBA女子世界ミドル級王者。

## 来歴
2010年5月8日、Shelly Seivertでデビューも引き分け。
11月6日、2戦目となるRachel Clark戦で初勝利。
12月11日、3戦目でSeivertとのリマッチを制する。
2011年6月25日、Clarkとのリマッチも勝利。
7月29日、ロリッサ・リバスと空位のWBC女子世界ミドル級王座を争い、2-1の僅差判定で初タイトル。
9月10日、Michelle Garlandとのノンタイトルで勝利。
2012年明けに王座返上。
2月11日、バション・リビングと空位のWIBA世界同級王座を争い、3-0の大差判定で王座獲得。
2018年1月12日、WBC・IBF女子世界スーパーミドル級王者クラレッサ・シールズと対戦し、10回判定で敗れた。
2018年6月22日、WBC・WBO女子世界ミドル級王者クリスティーナ・ハマーと対戦し、10回判定負けを喫した。

## 獲得タイトル
- WBC女子世界ミドル級王座
- WIBA女子世界ミドル級王座